# Necropoli di Monterenzio Vecchio
La Necropoli di Monterenzio Vecchio è una necropoli scoperta nel 1979 sul monte Monterenzio, a 600 m s.l.m., nell’Appennino tosco-emiliano nel territorio amministrativo della Città metropolitana di Bologna, che ha dato alla luce una cinquantina di sepolture di genti etrusche e celtiche. La necropoli si trova a circa 20 Km a sud-est dalla città di Bologna e a una decina di chilometri del confine con la Toscana (Passo della Raticosa).

## Descrizione

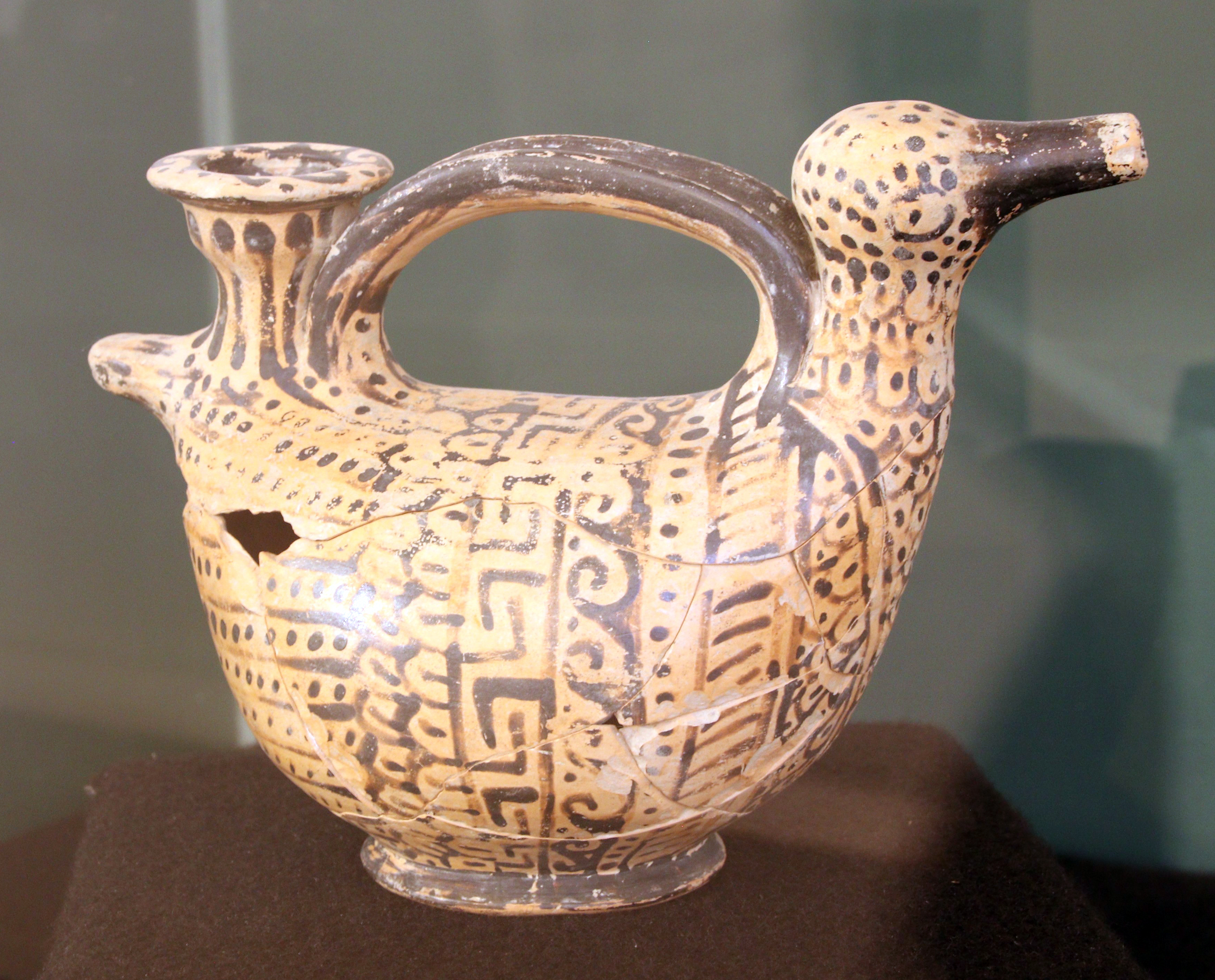
Askos zoomorfo di ambito etrusco-celtico, della seconda Età del Ferro (350 a.C. - 280 a.C.), in argilla depurata rosata, dipinta a vernice nera parte del corredo della tomba n. 2 femminile a inumazione

Durante le campagne di scavi, iniziate a partire dal 1999, nella necropoli sono state ritrovate una cinquantina di sepolture, la maggior parte delle quali del tipo a inumazione. Di particolare interesse le tombe 1 e 36, che sembrano corrispondere alle sepolture di capi guerrieri.
La necropoli, che presenta alcune analogie con la coeva Necropoli di Monte Tamburino, afferiva all'abitato etrusco-celtico di Monterenzio Vecchio o Vecchia, antico abitato d'altura di Monterenzio.
Di notevole interesse storico-archeologico i corredi funebri che vi sono stati ritrovati, conservati al Museo archeologico Luigi Fantini di Monterenzio e parte dell'allestimento museale. Oltre agli strigili, vasellame da banchetto, kyathoi in bronzo e specchi.

## Via Flaminia minor
Secondo sopralluoghi effettuati dal 2016 sotto la guida dell'archeologo Antonio Gottarelli nel territorio comunale di Monterenzio e Castel San Pietro Terme, si è rafforzata l'ipotesi che il tracciato dell'antica via Flaminia minor transappenninica passasse dal crinale Idice-Sillaro di Monterenzio Vecchio, nei pressi della necropoli, arrivando fino alla città romana di Claterna all'incrocio con la via Emilia.